# ヨーロッパコノハズク
ヨーロッパコノハズク（Otus scops）は、フクロウ目フクロウ科コノハズク属に分類される鳥類。

## 分布
アゼルバイジャン、アフガニスタン、アルジェリア、アルバニア、アルメニア、アンドラ、イギリス（ジブラルタル）、イスラエル、イタリア、イラク、イラン、ウガンダ、ウクライナ、ウズベキスタン、エジプト、エチオピア、エリトリア、オーストリア、ガーナ、カザフスタン、カメルーン、ガンビア、北マケドニア、ギニア、ギリシャ、キルギス、クロアチア、ケニア、コートジボワール、コンゴ民主共和国、シエラレオネ、ジブチ、ジョージア、シリア、スイス、スーダン、スペイン、スロバキア、スロベニア、セネガル、セルビア、ソマリア、タジキスタン、チャド、中央アフリカ共和国、中華人民共和国、チュニジア、トーゴ、トルクメニスタン、トルコ、ナイジェリア、ニジェール、パキスタン、パレスチナ国、ハンガリー、フランス、ブルガリア、ブルキナファソ、ベナン、ベラルーシ、ポルトガル、マリ共和国、南スーダン、モーリタニア、モルドバ、モロッコ、モンゴル、モンテネグロ、ヨルダン、リビア、リベリア、ルーマニア、レバノン、ロシア、西サハラ